# Ambatoiella vigilans
Ambatoiella vigilans is een hooiwagen uit de familie Cosmetidae. De wetenschappelijke naam van Ambatoiella vigilans gaat terug op Mello-Leitão.